# Zyklon Phet
Zyklon Phet (IMD-Bezeichnung: ARB 02, JTWC-Bezeichnung: 03A) ist der zweitstärkste jemals aufgezeichnete tropische Wirbelsturm, der sich im Arabischen Meer gebildet hat – nur Zyklon Gonu erreichte 2007 eine größere Intensität. Der dritte benannte Sturm der Zyklonsaison im Nordindik 2010 zog zunächst in nordwestlicher Richtung auf Oman zu, wurde aber beim Annähern an die Arabische Halbinsel allmählich von der Westwindzone erfasst und nach Norden abgelenkt. Phet überquerte den Osten des Landes und gelangte bei Sur in den Golf von Oman, wo er nach Osten abdrehte. Der Zyklon zog parallel zur pakistanischen Küste und gelangte sich dabei zu einer Depression ab. Südlich der 15-Millionen-Einwohner-Metropole Karatschi zog Phet am 6. Juni gegen 16:30 Uhr endgültig über Land und löste sich am späten Abend des 6. Juni auf.
Der Name des Zyklons wurde dem WMO/ESCAP Panel on Tropical Cyclones von Thailand vorgeschlagen. Phet (thailändisch เพชร) bedeutet Diamant.

## Sturmverlauf

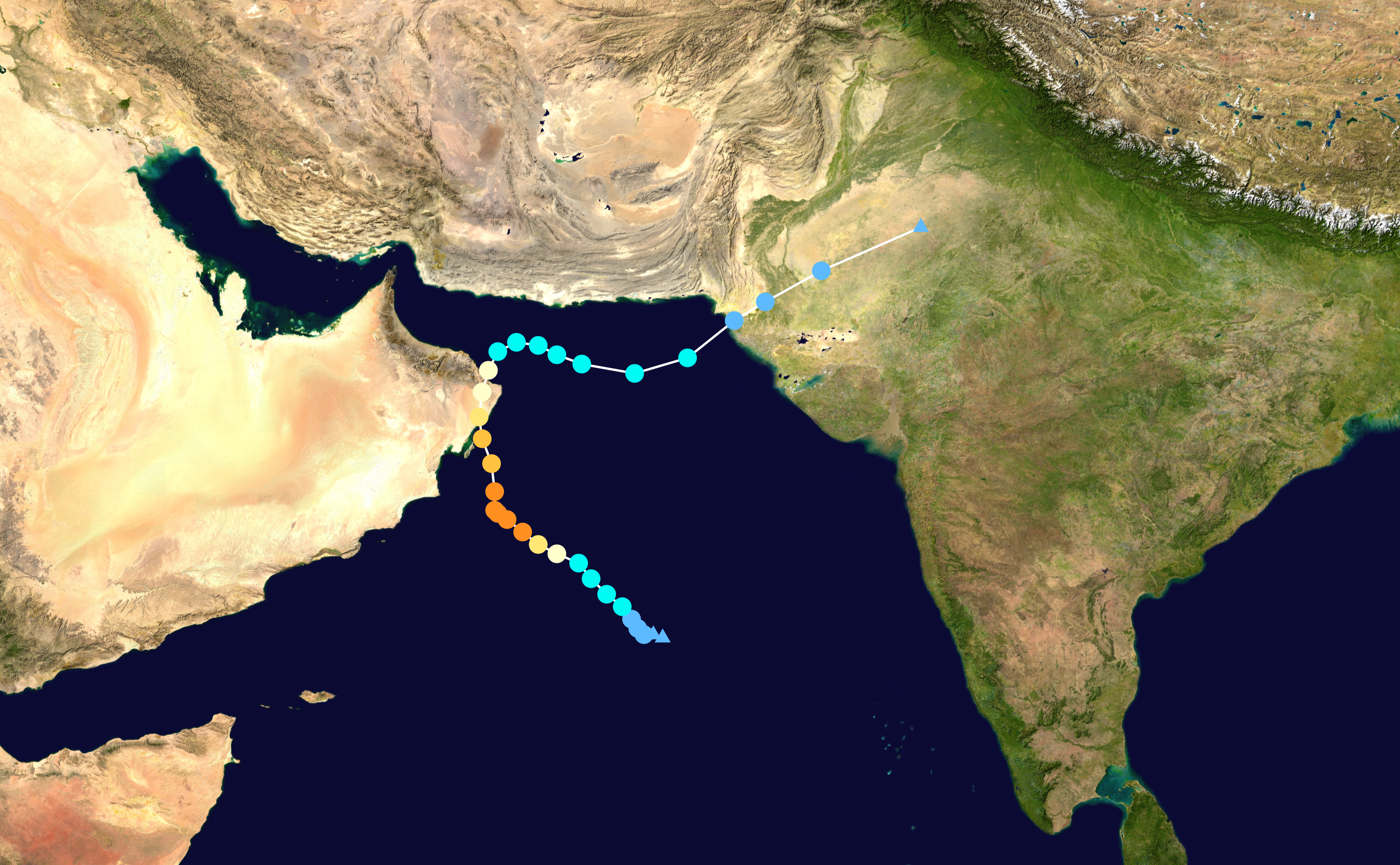
Zugbahn

Früh am 30. Mai meldeten sowohl India Meteorological Department (IMD) als Joint Typhoon Warning Center (JTWC), dass sich etwa 925 km südwestlich von Mumbai, Indien ein tropisches Tiefdruckgebiet entwickelt hat. In diesem Tiefdruckgebiet bestand eine locker organisierte Konvektion, die sich um das im Monsuntrog liegende Zirkulationszentrum sammelte. Das System befand sich südlich eines Hochdruckgebietes über Oman und befand sich im Einfluss von mäßiger vertikaler Windscherung. In der Frühe des nächsten Tages hatte sich die Konvektion um das Zentrum der Zirkulation weiter konsolidiert, sodass das JTWC darauf aufmerksam machte, das sich ein tropischer Wirbelsturm gebildet hat. Gleichzeitig klassifizierte das Regional Specialized Meteorological Centre (RSMC) das Tiefdruckgebiet als Depression und nahm die Warnungen zu dem System auf. Im Tagesverlauf begann auch das JTWC mit der Ausgabe von Sturmwarnungen und klassifizierte das System als Zyklon 03A, weil sich trotz der mäßigen Windscherung die Konvektion weiter konsolidiert hatte.
Nachdem in der Frühe des 1. Juni die vertikale Windscherung nachgelassen hatte, stellte das IMD fest, dass sich die Depression zu einem zyklonischen Sturm intensiviert hatte und vergab den Namen Phet. Nachdem das System einminütige Windgeschwindigkeiten entsprechend der Kategorie 1 auf der Saffir-Simpson-Hurrikan-Windskala erreicht hatte, meldete das JTWC, dass Phet eine rapide Intensivierung begonnen hat. Im Verlauf des 2. Juni stellte das JTWC fest, dass diese Intensivierung Phet sich fortgesetzt hat und mit einminütigen Windgeschwindigkeiten von 230 km/h die Kategorie 4 erreicht hat. Das IMD, das als das für den Indischen Ozean zuständige RSMC von der World Meteorological Organization mit der Beobachtung des tropischen Wettergeschehens beauftragt ist, wendet eine andere Windskala an, die auf dreiminütigen andauernden Windgeschwindigkeiten basiert. In dieser Intensivierungsphase setzte das IMD Phet stufenweise vom zyklonischen Sturm zu einem schweren zyklonischen Sturm und dann zu einem sehr schweren zyklonischen Sturm hoch.
Der Zyklon erreichte am 4. Juni die Küste Omans nordöstlich von Masira. Das Zentrum Phets zog über Land an der Küste entlang nach Norden und gelangte am 5. Juni bei Sur über das Wasser des Golfes von Oman. Von Westwinden erfasst wurde der Sturm nach Osten abgelenkt. Eine höhere Windscherung verhinderte, dass sich der Wirbelsturm über dem offenen Wasser des Arabischen Meeres erneut intensivierte, zumal der Wirbelsturm nah parallel zur Küste Belutschistans nach Osten zog. In der Folge wurde der Sturm zur tropischen Depression abgestuft.

## Vorbereitungen

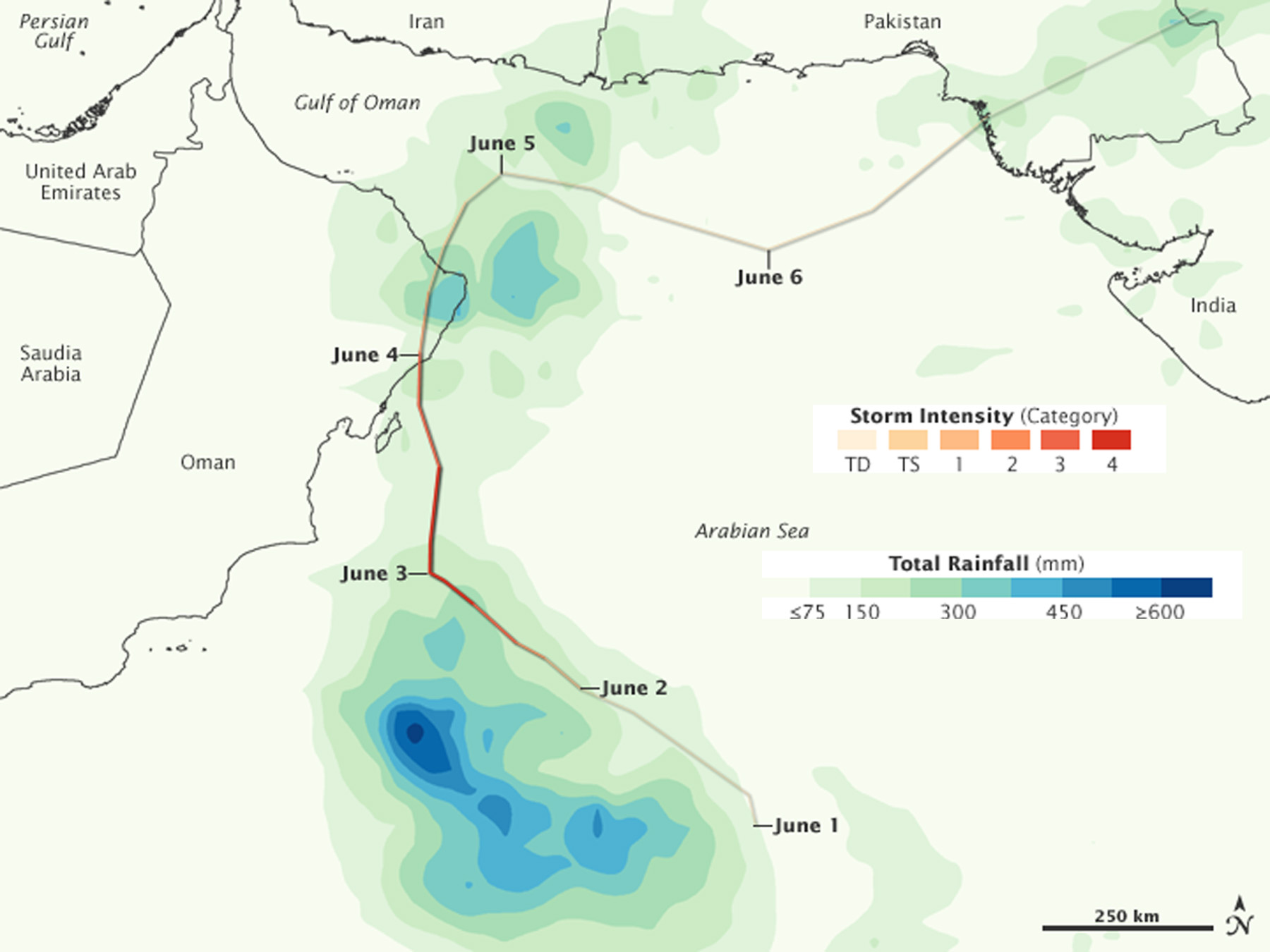
Die Karte zeigt die Niederschlagsmengen entlang der Zugbahn des Zyklons anhand von TRMM-Daten

Für die Küsten von Oman sowie Sindh und Belutschistan in Pakistan einschließlich Karatschi und den indischen Bundesstaat Gujarat wurden Warnungen vor Sturmflut und hohem Wellengang sowie Windwarnungen ausgegeben. Die Fischer wurden aufgefordert, nicht auf die See hinauszufahren. Die pakistanischen Meteorologen haben vor sechs bis acht Meter hohen Wellen gewarnt, die Teile Karatschis überfluten könnten. Für Belutschistan warnten die Meteorologen vor allem vor Sturzfluten. Experten wiesen darauf hin, dass die mit Müll und Dreck verstopften Abwasserkanäle der 15 Millionen Einwohner zählenden Metropole Karatschi das zu erwartende Regenwasser nicht aufnehmen können.
In Oman hat die Polizei die sofortige Evakuierung von Masirah und Ras al-Hadd angeordnet. Die Verladung von Öl und Gas wurde einige Stunden vor dem Eintreffen des Zyklons unterbrochen, da hoher Wellengang ein Anlegen verhindert und die Verladeanlagen dadurch beschädigt werden können. Oman hat im ersten Quartal 2010 durchschnittlich pro Tag 731.000 Barrel Öl verladen.
Mehr als 8000 Bewohner von Kandla und Tuna in Distrikt Kachchh in Gujarat, Indien wurden von den Behörden evakuiert.

## Auswirkungen
| Opfer nach Staat        | Opfer nach Staat | Opfer nach Staat |
| ----------------------- | ---------------- | ---------------- |
| Oman                    | 24               | [ 12 ]           |
| Pakistan                | 15               | [ 13 ]           |
| Gesamt (Stand: 7. Juni) | 39               |                  |

### Oman
Zwar schwächte sich Phet durch die Einwirkungen der Küste deutlich ab, dennoch erreichte Phet die omanische Hauptstadt Maskat mit Windböen von bis zu 200 km/h. Örtlich fielen 250 mm Niederschlag, was zu Überflutungen führte. Der Sturm störte Elektrizitätsversorgung und Telefonverbindungen. Viele Wadis wurden zu reißenden Gewässern. Am stärksten von dem Wirbelsturm betroffen waren Al-Amerat und Quriyat. In Oman starben durch die Auswirkungen des Zyklons 24 Personen, die meisten davon ertranken. Die Auswirkungen des Sturmes beschädigten Brücken und Straßen, Meerwasserentsalzungsanlage sowie Strom- und Wasserleitungen. Der starke Niederschlag setzte Wohngebiete und Geschäftsviertel unter Wasser. Das Zivilschutzministerium gab die Schäden an der Infrastruktur am 7. Juni mit 780 Millionen US-Dollar an, der versicherte Gesamtschaden im privaten Sektor wurde von der Versicherung Axa auf 100–200 Millionen US-Dollar geschätzt.

### Pakistan
Mit dem Zyklon verbundene Starkregenfälle haben bereits bei den Annäherung an die pakistanische Küste zu Überflutungen in Belutschistan geführt. Bei Gwadar wurden zehn Ortschaften überflutet, das Gebäude von Radio Pakistan stürzte durch die Auswirkungen des Sturmes zusammen. Straßenverbindungen wurden unterbrochen. Mindestens 15 Personen wurden durch die Auswirkungen des Sturmes in Pakistan getötet.

### Indien
Das sich auflösende Tiefdruckgebiet führte feuchte Luft in den Norden Indiens. In Rajasthan führten starke Niederschläge zu Überschwemmungen. In Jaisalmer fielen mehr als 120 mm Niederschlag. Mehrere Ortschaften im Distrikt Jaipur wurden überflutet, am schwersten traf es die Ortschaft Lathi bei Pokhran. 300 Familien wurden evakuiert, 35 Häuser wurden von dem Flutwasser weggespült.

## Belege
1. ↑  Tropical Cyclone „PHET“ Made Landfall South of Karachi at 2130 PST. (PDF) Archiviert vom Original am 4. Juli 2010; abgerufen am 9. Juni 2010 (englisch).  Info: Der Archivlink wurde automatisch eingesetzt und noch nicht geprüft. Bitte prüfe Original- und Archivlink gemäß Anleitung und entferne dann diesen Hinweis.
2. ↑  Phet roaring 200 km from Karachi; more rains likely. Geo TV, 6. Juni 2010, archiviert vom Original am 9. Juni 2010; abgerufen am 9. Juni 2010 (englisch).
3. ↑  Chief Features and Forecast 2010-05-30 1200z. India Meteorological Department, 30. Mai 2010, archiviert vom Original am 30. Mai 2010; abgerufen am 2. Juni 2010 (englisch).
4. 1 2 3  Significant Tropical Weather Advisory for the Indian ocean 2010-05-30 12z. Joint Typhoon Warning Center, 30. Mai 2010, archiviert vom Original am 8. August 2010; abgerufen am 2. Juni 2010 (englisch).
5. ↑  Significant Tropical Weather Advisory for the Indian ocean 2010-05-30 18z. Joint Typhoon Warning Center, 30. Mai 2010, archiviert vom Original am 8. August 2010; abgerufen am 2. Juni 2010 (englisch).
6. ↑  Tropical Cyclone Formation Alert 2010-05-31 06z. Joint Typhoon Warning Center, 31. Mai 2010, archiviert vom Original am 2. Juni 2010; abgerufen am 2. Juni 2010 (englisch).
7. ↑  Tropical Weather Outlook 2010-05-31 0600z. India Meteorological Department, 31. Mai 2010, archiviert vom Original am 24. Oktober 2008; abgerufen am 2. Juni 2010 (englisch).
8. ↑  JTWC Tropical Cyclone Advisory 2010-05-31 21z. Joint Typhoon Warning Center, 31. Mai 2010, archiviert vom Original am 7. August 2010; abgerufen am 2. Juni 2010 (englisch).
9. ↑  Syed Moazzam Hashmi:  Cyclone ‚Phet‘ looms large on Pakistani coast as president alert troops, Xinhua, 3. Juni 2010 (englisch).
10. ↑  Saleh al-Shaibany:  Bad weather halts Oman oil, gas production, Reuters, 4. Juni 2010 (englisch).
11. ↑   Over 8,000 evacuated as Cyclone Phet expected to hit Gujarat coast on Friday, Times of India, 3. Juni 2010 (englisch).
12. 1 2   24 killed in Oman cyclone, Press Trust of India, 6. Juni 2010 (englisch).
13. ↑  Syed Moazzam Hashmi:  Cyclone „Phet“ leaves 15 dead, thousands homeless in Pakistan In: Xinhua, 7. Juni 2010 (englisch).
14. ↑  Kim Kelaita:  Cyclone Phet batters coastal Oman, CNN, 4. Juni 2010 (englisch).
15. ↑   Cyclone Phet kills 15 in Oman, Khaleej Times, 6. Juni 2010 (englisch).
16. ↑  Saleh al-Shaibany:  Cyclone Phet damages may cost $780 mln (Memento des Originals vom 14. Dezember 2015 im Internet Archive), Reuters, 7. Juni 2010 (englisch).  Info: Der Archivlink wurde automatisch eingesetzt und noch nicht geprüft. Bitte prüfe Original- und Archivlink gemäß Anleitung und entferne dann diesen Hinweis.
17. ↑   Cyclone 400 km away from Karachi, emergency imposed in Gwadar (Memento des Originals vom 8. Juni 2010 im Internet Archive), The Nation, 5. Juni 2010 (englisch).
18. ↑   Phet effect: Flood-like situation in Jaisalmer, The Economic Times, 9. Juni 2010 (englisch).